# Simulium underhilli
Simulium underhilli är en tvåvingeart som beskrevs av Stone och Snoddy 1969. Simulium underhilli ingår i släktet Simulium och familjen knott. Inga underarter finns listade i Catalogue of Life.